# Корсабаш
Корсабаш — село в Сабинском районе Татарстана. Административный центр Корсабашского сельского поселения.

## География
Находится в северо-западной части Татарстана, на правом притоке реки Малая Мёша, в 20 км к северо-западу от районного центра — посёлка городского типа Богатые Сабы.

## История
Известно с 1678 года. 
В XVIII — первой половине XIX века жители относились к сословию государственных крестьян. Их основные занятия в этот период — земледелие и разведение скота, были распространены печной, валяльно-войлочный и портняжный промыслы.
В «Списке населенных мест по сведениям 1859 года», изданном в 1866 году, населённый пункт упомянут как казённая деревня Корса по обе стороны (Корсабаш) 1-го стана Мамадышского уезда Казанской губернии. Располагалась при безымянном ключе, по правую сторону почтового тракта из Мамадыша в Казань, в 102 верстах от уездного города Мамадыша и в 35 верстах от становой квартиры во владельческом селе Кукмор (Таишевский Завод). В деревне в 87 дворах жили 519 человек (251 мужчина и 268 женщин). Была мечеть.
По сведениям переписи 1897 года, в деревне Корсобаш Мамадышского уезда Казанской губернии жили 599 человек (273 мужчины и 326 женщин), все мусульмане.
В начале XX века упоминалось о наличии здесь мечети, 3 мелочных лавок. В этот период земельный надел сельской общины составлял 1402,1 десятины.
До 1920 года село входило в Ново-Чурилинскую волость Мамадышского уезда Казанской губернии. С 1920 года в составе Мамадышского, с 1921 — Арского кантонов ТАССР. С 10 августа 1930 года в Сабинском, с 19 февраля 1944 — в Чурилинском, с 14 мая 1956 — в Сабинском районах.
В 1931 году в селе был организован колхоз, с 1994 года коллективное предприятие «Победа», с 2008 года общество с ограниченной ответственностью «Курсабаш». В 2012 году в селе построен молочный комплекс.

## Население
| 1859 | 1897 | 1908 | 1920 | 1926 | 1938 | 1949 | 1970 | 1979 | 1989 | 2002 | 2010 | 2020 |
| ---- | ---- | ---- | ---- | ---- | ---- | ---- | ---- | ---- | ---- | ---- | ---- | ---- |
| 519  | 599  | 789  | 822  | 667  | 818  | 737  | 520  | 482  | 413  | 402  | 398  | 365  |

Национальный состав села — татары.

## Экономика
Жители занимаются растениеводством и животноводством.

## Инфраструктура
Действуют школа-интернат для детей с ограниченными возможностями здоровья (с 1917 г. как начальная), дом культуры, библиотека (в 1932 г. открыта как изба-читальня), детский сад (с 2019 г., также в 1974—1991 гг.), фельдшерско-акушерский пункт (с 2018 г.).

## Религия
Мечеть (с 2010 г.).